# Новосьолов Степан Андрійович
Степан Андрійович Новосьолов (1882, село Зиково Нолінського повіту Вятської губернії, тепер Кіровської області, Російська Федерація — 30 листопада 1953, місто Москва, Російська Федерація) — радянський діяч, голова виконавчого комітету Вятської, Єкатеринбурзької, Тюменської губернських рад, голова Пермського та Вятського губернських комітетів РКП(б), член ВЦВК і ЦВК СРСР 1-го скликання. Член Центральної контрольної комісії ВКП(б) у 1923—1934 роках. 

## Біографія
Народився в родині теслі, з дворічного віку жив з батьками на Уралі та в Заураллі. Три роки навчався в початковій школі.
З дванадцятирічного віку — хлопчик в торговельній крамниці, пакувальник, вантажник на пароплавних пристанях Тюмені, пімокат, кухар, наймит, тесля, конторник, електромонтер у Тюмені.
Член РСДРП(б) з грудня 1905 року.
Обраний членом Тюменського міського комітету РСДРП, організатор профспілки торгових службовців і робітничого кооперативу в Тюмені.
У червні 1909 року заарештований, сім місяців перебував у Тюменській в'язниці. Був засуджений на трирічне адміністративне заслання в Наримський край. У листопаді 1910 року заарештований за участь в організації школи з підготовки більшовицьких партійних працівників для нелегальної роботи. Чотири місяці просидів у Томській в'язниці, потім повернений до Наримського краю для відбування терміну заслання.
Після завершення заслання у 1912 році повернувся до Тюмені, працював конторником і продавцем. У жовтні 1916 року переїхав з Тюмені до міста Лисьви Пермської губернії, де продовжив революційну роботу, працював на Лисьвенському заводі електромонтером в електричному цеху та був обраний головою споживчого кооперативу «Робітник».
У липні 1917 — лютому 1918 року — голова Лисьвенської волосної земської управи Пермської губернії, член Лисьвенського комітету РСДРП(б).
У березні — листопаді 1918 року — голова Лисьвенської ради робітничих і солдатських депутатів Пермської губернії.
19 листопада — грудень 1918 року — голова Пермського губернського комітету РКП(б).
У грудні 1918 — липні 1919 року — голова Вятського губернського комітету РКП(б).
Одночасно, з 12 січня по липень 1919 року — голова виконавчого комітету Вятської губернської ради та член Революційної військової ради Вятського укріпленого району.
До 11 жовтня 1919 року — голова Єкатеринбурзького губернського революційного комітету.
У жовтні — листопаді 1919 року — голова виконавчого комітету Єкатеринбурзької губернської ради та заступник голови Єкатеринбурзького губернського комітету РКП(б).
У листопаді 1919 — лютому 1920 року — в Червоній армії.
У лютому — червні 1920 року — голова Тюменського губернського революційного комітету.
У червні 1920 — червні 1921 року — голова виконавчого комітету Тюменської губернської ради.
У червні 1921 — 1923 року — голова виконавчого комітету Єкатеринбурзької губернської ради.
Потім працював у апараті Центральної контрольної комісії ВКП(б). У 1926 році був головою комісії з «чистки» керівного складу Башкирського обласного комітету ВКП (б), в 1933 році — головою виїзних трійок із розгляду апеляцій на рішення центральних комісій з чистки партії Української та Білоруської партійних організацій.
З 1929 року — член колегії Народного комісаріату робітничо-селянської інспекції РРФСР, керівник інспекції промисловості та праці Народного комісаріату робітничо-селянської інспекції РРФСР.
У квітні 1931 — 1933 року — голова Північно-Кавказької крайової контрольної комісії ВКП(б).
У 1933—1934 роках — відповідальний секретар партійної комісії ВКП(б) Головного управління цивільного повітряного флоту при РНК СРСР.
У 1934—1939 роках — голова ЦК профспілки робітників будівництва легкої, лісової та харчової промисловості.
У 1940—1941 роках — в Головнавчтехпромі Народного комісаріату освіти РРФСР.
Потім — персональний пенсіонер у Москві.
Помер 30 листопада 1953 року. Похований в Москві на Новодівочому цвинтарі.

## Нагороди
- медаль «За оборону Москви»
- медаль «За перемогу над Німеччиною у Великій Вітчизняній війні 1941—1945 рр.»